# Gente Fábia

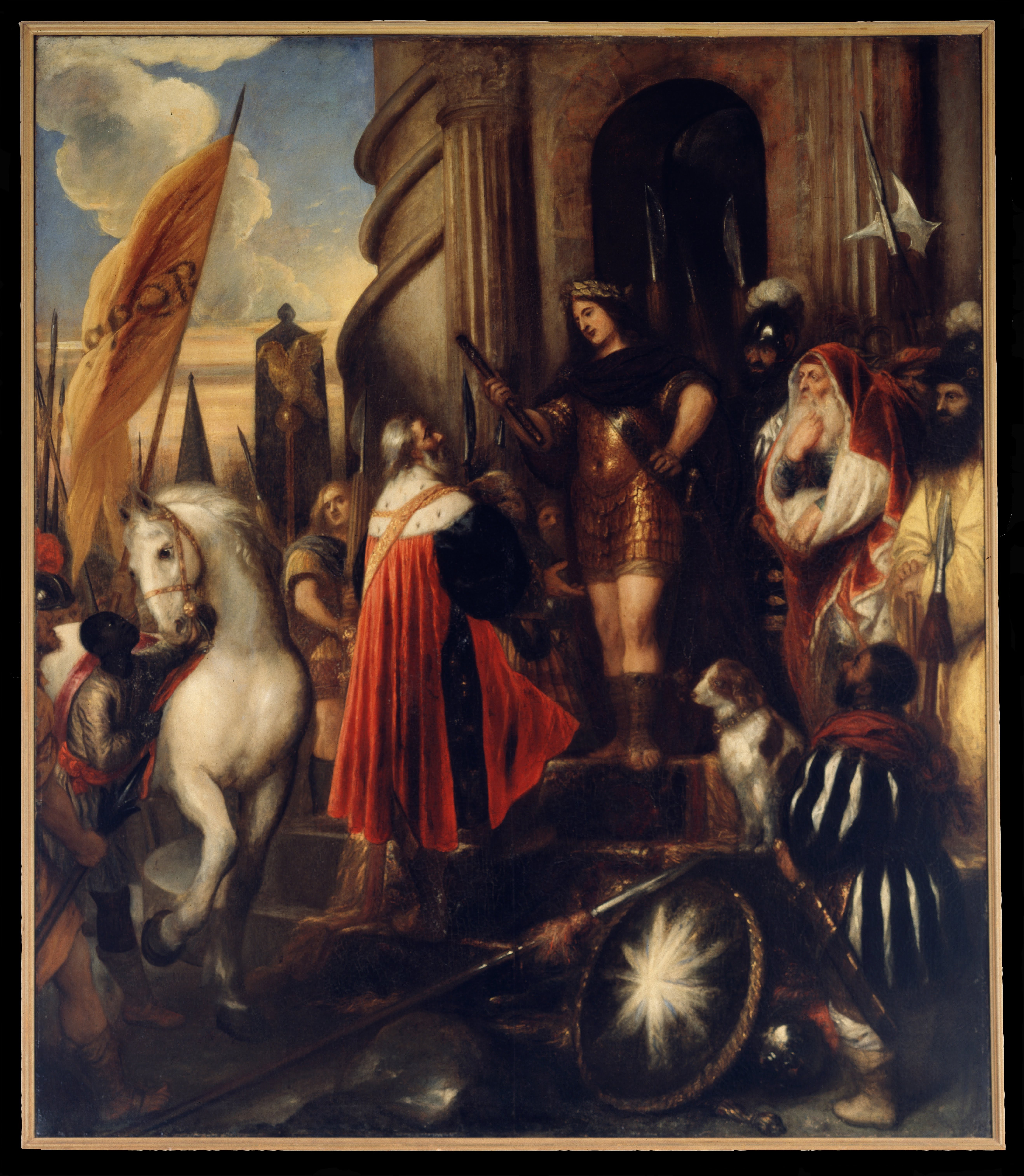
Fábio Máximo, o mais famoso dos Fábios.
1656. Por Jan Lievens, no Palácio Real de Amesterdão.

Os Fábios eram os membros da gente Fábia (em latim: gens Fabia; pl. Fabii), uma das mais antigas gentes patrícias da Roma Antiga. Tiveram um papel muito importante logo depois da fundação da República Romana e três irmãos foram cônsules por sete anos consecutivos entre 485 e 479 a.C., consolidando a reputação da família. A casa dos Fábios derivou seu maior prestígio por sua coragem patriótica pelo trágico destino de 306 de seus membros masculinos na Batalha do Crêmera, em 477 a.C.. Mas os Fábios não se distinguiam apenas pelo brilho militar; diversos membros da gente foram importantes para a história, para a literatura e para a arte romana.

## Contexto
Acredita-se que a família dos Fábios tenha sido considerada entre as chamadas gentes maiores, as mais importantes casas patrícias de Roma, juntamente com os Emílios, os Cláudios, os Cornélios, os Mânlios e os Valérios, mas nenhuma lista destas gentes maiores sobreviveu e nem mesmo o número delas é conhecido com certeza. Até 480 a.C., os Fábios eram fervorosos apoiadores das políticas aristocráticas favorecendo os patrícios e o Senado Romano contra a plebe. Porém, depois de uma grande batalha naquele ano contra os veios, na qual a vitória só foi obtida pela cooperação entre os generais (patrícios) e seus soldados (plebeus), os Fábios se aliaram ao povo romano. Por toda a história da República Romana, os Fábios frequentemente se aliavam com outras famílias proeminentes contra os Cláudios, a mais orgulhosa e aristocrática de todas as gentes romanas e os campeões da manutenção da ordem estabelecida.
A mais famosa lenda envolvendo os Fábios conta que, depois do último dos sete consulados consecutivos, em 479 a.C., a gente Fábia tomou para si a guerra contra Veios como uma obrigação pessoal. Uma milícia formada por mais de trezentos homens da gente, juntamente com seus aliados e clientes, um total de cerca de 4 000 homens, se armou e acampou numa colina perto do rio Cremera, que passava entre Roma e Veios. A causa desta secessão tem sido estabelecida como sendo a inimizade entre os Fábios e os patrícios, que os consideravam traidores por advogarem em favor das causas plebeias. A milícia fabiana permaneceu no acampamento em Crêmera por dois anos, lutando com sucesso contra os veios, até que finalmente acabaram sendo atraídos para uma emboscada e foram todos destruídos.

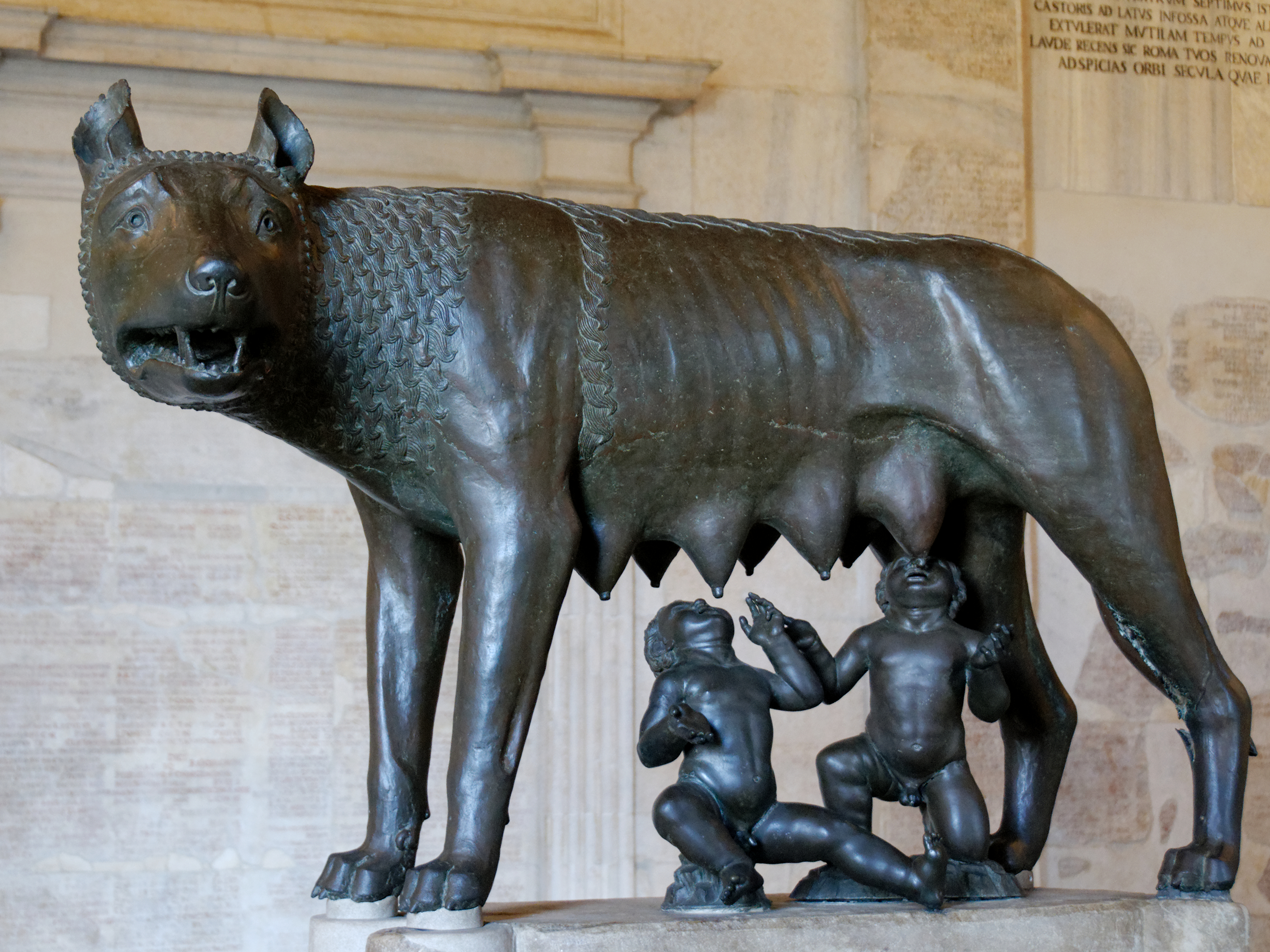
Loba Capitolina.
Segundo a lenda, os seguidores de Rômulo e Remo, eram chamados de "Fábios" e "Quintílios" respectivamente.

Trezentos e seis Fábios em idade de combate foram mortos no desastre, deixando apenas um único sobrevivente em Roma. Em alguns relatos, ele seria o único sobrevivente de toda a gente, mas é extremamente improvável que o acampamento dos Fábios abrigasse não apenas todos os homens, mas as mulheres e crianças da família também. Estes e também os idosos da gente provavelmente permaneceram em Roma. O dia da destruição dos Fábios foi lembrado para sempre, pois foi no mesmo dia que os gauleses de Breno derrotaram o exército romano na Batalha do Ália em 390 a.C., o décimo-quinto dia antes das calendas de Sextilis (18 de julho).
O nome dos Fábios estava associado com um dos dois colégios dos Luperci, os sacerdotes que administravam os ritos sagrados do antigo festival religioso da Lupercália. O outro colégio levava o nome dos Quintílios, sugerindo que, nos primeiros anos, estas duas gentes seriam responsáveis por rituais como um "sacrum gentilicum" ("dever sagrado da gente"), como era o caso dos Pinários e dos Potitos, responsáveis pelos rituais de Hércules. Estes ritos sagrados foram gradualmente sendo transferidos para o Estado ou abertos ao povo romano; uma lenda bem conhecida atribui a destruição dos Potitos ao abandono de seu dever sagrado. Em tempos posteriores, o privilégio da Lupercália deixou de ser restrito aos Fábios e aos Quintílios.
Uma das trinta e cinco tribos com direito a voto nas quais o povo romano estava divido, a tribo Fabia foi batizada em homenagem aos Fábios; diversas tribos também levavam nomes de gentes importantes, incluindo as tribos Aemilia, Claudia, Cornelia, Fabia, Papiria, Publilia, Sergia e Veturia. As demais parecem ter sido batizadas com o nome de famílias de menor relevo.

## Origem

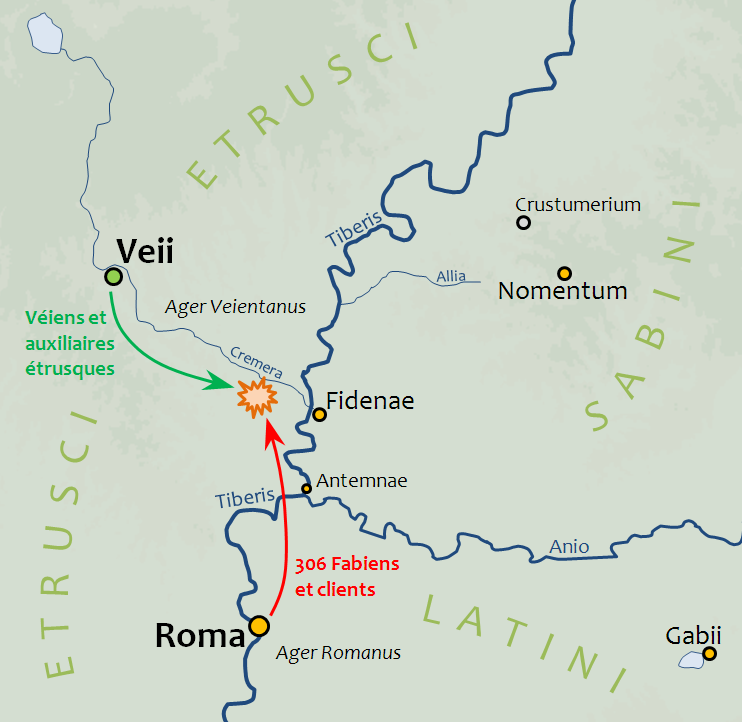
Batalha do Crêmera, na qual 306 dos mais importantes Fábios deram sua vida.

Segundo a lenda, os Fábios alegavam descender de Hércules, que teria visitado a Itália uma geração antes da Guerra de Troia, e de Evandro, seu anfitrião. Esta tradição era idêntica à dos Pinários e Potitos, que teriam recebido Hércules e aprendido com ele os ritos sagrados que celebraram, por séculos, em sua homenagem.
Uma outra lenda muito antiga afirma que os fundadores de Roma, os seguidores dos irmãos Rômulo e Remo eram chamados de Quintílios e Fábios respectivamente. Acreditava-se que os irmãos ofereciam sacrifícios na caverna Lupercal, na base do monte Palatino, rituais estes que deram origem à Lupercália. Esta história está certamente ligada à tradição de que os dois colégios dos Luperci tinham os nomes dessas duas antigas gentes.
Acredita-se que o nomen dos Fábios originalmente tenha sido Fovius, Favius ou Fodius; Plínio afirma que ele derivava de faba, um grão, um vegetal que teria sido cultivado pela primeira vez pelos Fábios. Uma explicação mais imaginativa deriva o nome de "fovae", "fossos", que os ancestrais dos Fábios teriam utilizado para capturar lobos.
É incerto se os Fábios eram de origem latina ou sabina. Niebuhr, seguido por Göttling, os considerava sabinos. Porém, outros estudiosos não se convenceram com o racional apresentado por eles e notaram que a lenda associando os Fábios a Rômulo e Remo os colocaria em Roma antes da incorporação dos sabinos no nascente Reino de Roma.
Deve, de qualquer maneira, ser notado que, mesmo supondo que esta tradição tenha sido baseada em eventos históricos, os seguidores dos irmãos eram descritos como "pastores" e, presumivelmente incluíam muitas pessoas na época vivendo na região rural onde a cidade de Roma foi construída. As colinas de Roma já eram habitadas na época da lendária fundação e elas ficavam na fronteira dos territórios latino, sabino e etrusco. Mesmo se muitos dos seguidores de Rômulo e Remo fossem latinos da antiga cidade de Alba Longa, muitos também podem ter sido sabinos já vivendo no local.

## Prenomes
as primeiras gerações dos Fábios preferiam os prenomes (praenomina) Cesão, Quinto e Marco. Logo depois da destruição dos Fábios em Crêmera, o nome Numério aparece pela primeira vez. Os Fábios foram a única família patrícia a ter utilizado este prenome regularmente, embora ele apareça esporadicamente em outras gentes, como os Fúrios e os Valérios, ambos conhecidos por utilizarem regularmente prenomes antigos ou pouco usuais. Segundo a lenda, "Numério" entrou para a gente quando Quinto Fábio Vibulano casou-se com uma filha de Numério Otacílio Maleventano e deu ao seu filho o nome de seu sogro.
Embora os Fábios Ambustos e alguns outros ramos da família tenham utilizado o prenome Caio, Quinto é o nome mais frequentemente associado aos Fábios no final da República. Os Fábios Máximos utilizaram-no a ponto de excluir todos os demais prenomes até o final da República, quando reviveram o antigo prenome Paulo, uma forma de homenagear os Emílios Paulos, de quem os antigos Fábios foram descendentes, tendo sido adotado na gente Fábia no final do século III a.C..
Uma variedade de sobrenomes associados aos Emílios também foram utilizados por esta família e um dos Fábios era conhecido como "Africano Fábio Máximo", embora seu nome correto fosse Quinto Fábio Máximo Africano.
Sérvio foi utilizado pelos Fábios Pictores, mas não parece ter sido utilizado por nenhuma outra família da gente. É possível que ele tenha entrado na família pela linhagem materna, uma homenagem ao sogro de algum deles.

## Ramos e cognomes
Os cognomes (cognomina) dos Fábios durante o período republicano foram Ambusto, Buteão, Dorso ou Dorsuo, Labeão, Lícino, Máximo (com os agnomes Emiliano, Alobrógico, Eburno, Gurges, Ruliano, Serviliano e Verrugoso), Pictor e Vibulano. Outros cognomes pertenceram a pessoas que não eram, estritamente falando, membros da gente e sim libertos ou descendentes de libertos ou ainda pessoas que ganharam a cidadania romana sob os Fábios. Os únicos cognomes que apareceram em moedas foram Hispânico, Labeão, Máximo e Pictor.
No período imperial fica muito mais difícil distinguir entre os membros da gente e pessoas sem relação que dividem o mesmo nomen. Membros da gente são citados até o final do século II a.C., mas pessoas com o nome "Fábio" continuaram a aparecer até o final do Império.
O ramo mais antigo dos Fábios tinham o cognome "Vibulano", que pode ser uma alusão a uma terra natal ancestral da gente. O cognome Ambusto, que significa "queimado", substituiu Vibulano no final do século V a.C. e o primeiro deles era descendente dos Vibulanos. A família mais celebrada da gente Fábia, com o cognome "Máximo", era, por sua vez, descendente dos Fábios Ambustos. Esta família era famosa por seus estadistas e líderes militares, que duraram das Guerras Samnitas, no século IV a.C., até as guerras contra os invasores germânicos no século II a.C.. A maioria, se não todos, os Fábios Máximos eram descendentes de Quinto Fábio Máximo Emiliano, um dos Emílios Paulos, que, ainda criança, foi adotado pelos Fábios.
Buteão, uma referência a uma espécie de gavião, foi originalmente dado a um membro da gente Fábia porque um pássaro teria pousado no navio de um Fábio, um presságio favorável. Esta tradição, segundo Plínio, não indica qual dos Fábios obteve primeiro o cognome, mas é provável que tenha sido um Fábio Ambusto.
O cognome Pictor significa "pintor" e o membro mais antigo desta família era de fato um pintor, famoso por sua obra no templo de Salus, construído por Caio Júnio Bubulco Bruto entre 307 e 302 a.C.. Os últimos membros desta família, muitos deles destaques no mundo artístico, parecem ser descendentes deste Pictor e certamente receberam dele o cognome.

## Membros

### Fábios Vibulanos
- Cesão Fábio Vibulano, pai de Quinto, Cesão e Marco, cônsules de 485 até 479 a.C..
- Quinto Fábio Vibulano, cônsul em 485 e 482 a.C..[34]
- Cesão Fábio Vibulano, cônsul em 484, 481 e 479 a.C..[35]
- Marco Fábio Vibulano, cônsul em 483 e 480 a.C..[36]
- Quinto Fábio Vibulano, cônsul em 467, 465 e 459 a.C. e membro do Segundo Decenvirato in 450 a.C.; triunfou sobre équos e volscos.[29][37]
- Marco Fábio Vibulano, cônsul em 442 e tribuno consular em 433 a.C..[38]
- Numério Fábio Vibulano, cônsul em 421 e tribuno consular em 415 e 407 a.C..[39]
- Quinto Fábio Vibulano Ambusto, cônsul em 423 e tribuno consular em 416 e 414 a.C..[40]
- Quinto Fábio Vibulano Ambusto, cônsul em 412 a.C..[41]

### Fábios Ambustos
- Quinto Fábio Vibulano Ambusto, cônsul em 412 a.C..[41]
- Cesão Fábio Ambusto, tribuno consular in 404, 401, 395 e 390 a.C..[42][43]
- Numério Fábio Ambusto, tribuno consular em 406 e 390 a.C..[44][43]
- Quinto Fábio Ambusto, tribuno consular in 390 a.C..[45][43]
- Marco Fábio Ambusto, pontífice máximo em 390 a.C..[45][43]
- Marco Fábio Ambusto, tribuno consular em 381 e 369 a.C. e censor em 363 a.C.; apoiou a Lex Licinia Sextia, que concedeu aos plebeus o direito de assumirem o consulado.[46][47]
- Fábia, filha de Cesão, casada com Sérvio Sulpício Pretextato, tribuno consular em 377, 376, 370 e 368 a.C..[48][49][50]
- Fábia, filha de Cesão, casada com Caio Licínio Calvo Estolão, cônsul em 364 e 361 a.C..[48][49][50]
- Marco Fábio Ambusto, cônsul em 360, 356 e 354 a.C.; príncipe do senado; triunfou sobre os tiburinos.[51][52]
- Caio Fábio Ambusto, cônsul em 358 a.C..[53]
- Marco Fábio Ambusto, mestre da cavalaria em 322 a.C..[54]
- Quinto Fábio Ambusto, nomeado ditador em 321 a.C., mas obrigado a renunciar por causa de um erro nos auspícios.[55]
- Caio Fábio Ambusto, nomeado mestre da cavalaria, em 315 a.C., no lugar de Quinto Áulio Cerretano, que morreu em combate.[56]

### Fábios Dorsuões e Licinos
- Caio Fábio Dorsuão, deixou bravamente o Capitólio para realizar um sacrifício quando Roma estava ocupada pelos gauleses depois da Batalha do Ália, em 390 a.C., escapando dos vigias inimigos tanto na ida quanto na volta.[57][58]
- Marco Fábio Dorsuão, cônsul em 345 a.C., conduziu a guerra contra os volscos e capturou a cidade de Sora.[59][60]
- Caio Fábio Dorsuão Licino, cônsul em 273 a.C., morreu durante o mandato.[61][62]
- Marco Fábio Licino, cônsul em 246 a.C..[47]

### Fábios Máximos
- Quinto Fábio Máximo Ruliano, cônsul em 322, 310, 308, 297 e 295 a.C., ditador em 315 e censor in 304, príncipe do senado; triunfou em 322 e 295 a.C..
- Quinto Fábio Máximo Gurges, cônsul em 292, 276 e 265 a.C., príncipe do senado; triunfou em 292, 291 e 276.
- Quinto Fábio Máximo, edil em 265 a.C., atacou os embaixadores de Apolônia e foi entregue a eles, mas acabou sendo devolvido ileso[63][64][65][66]
- Fábio Máximo, conhecido depois como "Protelador" ("Cunctator"), cônsul em 233, 228, 215, 214 e 209 a.C., censor em 230 a.C. e ditador em 221 e 217 a.C., príncipe do senado; triunfou em 233 a.C..
- Quinto Fábio Máximo, cônsul em 213 a.C..[67][68][69]
- Quinto Fábio Máximo, nomeado áugure em 203 a.C..[70]
- Quinto Fábio Máximo, pretor peregrino em 181 a.C..[71]
- Quinto Fábio Máximo Emiliano, cônsul em 145 a.C., filho de Lúcio Emílio Paulo Macedônico, conquistador da Macedônia; foi adotado ainda criança pelo pretor Quinto Fábio Máximo.
- Quinto Fábio Máximo Serviliano, cônsul em 142 a.C..[72][73][74][75]
- Quinto Fábio Máximo Alobrógico, cônsul em 121 a.C. e censor in 108; triunfou sobre alóbroges.
- Quinto Fábio Máximo Alobrógico, filho do cônsul em 121 a.C.; notável apenas por seus defeitos.[76][77]
- Quinto Fábio Máximo Eburno, cônsul em 116 a.C., condenou um de seus filhos à morte; foi acusado por Pompeu Estrabão e se exilou.[78][79][80]
- Quinto Fábio Máximo, legado de Júlio César e cônsul sufecto em 45 a.C..[81][82][83][84][85]
- Paulo Fábio Máximo,  cônsul em 11 a.C..
- Quinto Fábio Máximo Africano, chamado também de "Africano Fábio Máximo", cônsul em 10 a.C..
- Paulo Fábio Pérsico, cônsul em 34.

### Fábios Pictores
- Caio Fábio Pictor, pintou o interior do Templo de Salus em 302 a.C..[86][87][88][89][90]
- Caio Fábio Pictor, cônsul em 269 a.C..
- Numério Fábio Pictor, cônsul em 266 a.C., triunfou sobre Sarsisna e novamente sobre salentinos e messápios.[47][91]
- Quinto Fábio Pictor, o mais antigo historiador em latim, foi uma importante fonte para diversos analistas posteriores, mas a maior parte de sua obra se perdeu.
- Quinto Fábio Pictor, pretor em 189 a.C., recebeu a Sardenha como província, mas foi obrigado pelo pontífice máximo a permanecer em Roma porque ele era também flâmine quirinal; sua abdicação foi rejeitada pelo Senado Romano e ele foi nomeado pretor peregrino.[92]
- Sérvio Fábio (Q. f. Q. n.) Pictor, analista e antiquário do século II a.C..
- Numério Fábio Pictor, triúnviro monetário em 126 a.C., provavelmente foi também um flâmine quirinal.[2]

### Fábios Buteões
- Numério Fábio Buteão, cônsul em 247 a.C., durante a Primeira Guerra Púnica.[47][93]
- Marco Fábio Buteão, cônsul em 245 a.C., censor, provavelmente em 241; nomeado ditador em 216 a.C. para preencher as vagas no Senado Romano depois da Batalha de Canas.[94][95]
- Fábio Buteão, que, segundo Paulo Orósio, foi acusado de roubo e morto por isso pelo seu próprio pai.[96]
- Marco Fábio Buteão, pretor em 201 a.C., obteve a Sardenha como sua província.[97]
- Quinto Fábio Buteão, pretor em 196 a.C., obteve a Hispânia Ulterior como província durante a Revolta Ibérica de 197-195 a.C..[98]
- Quinto Fábio Buteão, pretor in 181 a.C., anexou a Gália Cisalpina à sua províncía[99]
- Numério Fábio Buteão, pretor em 173 a.C., obteve a província da Hispânia Citerior, mas morreu em Marselha ainda no caminho.[100]
- Quinto Fábio Buteão, questor em 134 a.C.; aparentemente era filho de Quinto Fábio Máximo Emiliano e sobrinho de Cipião Emiliano, de quem recebeu o comando de quatro mil voluntários durante a Guerra Numantina.[101][102]

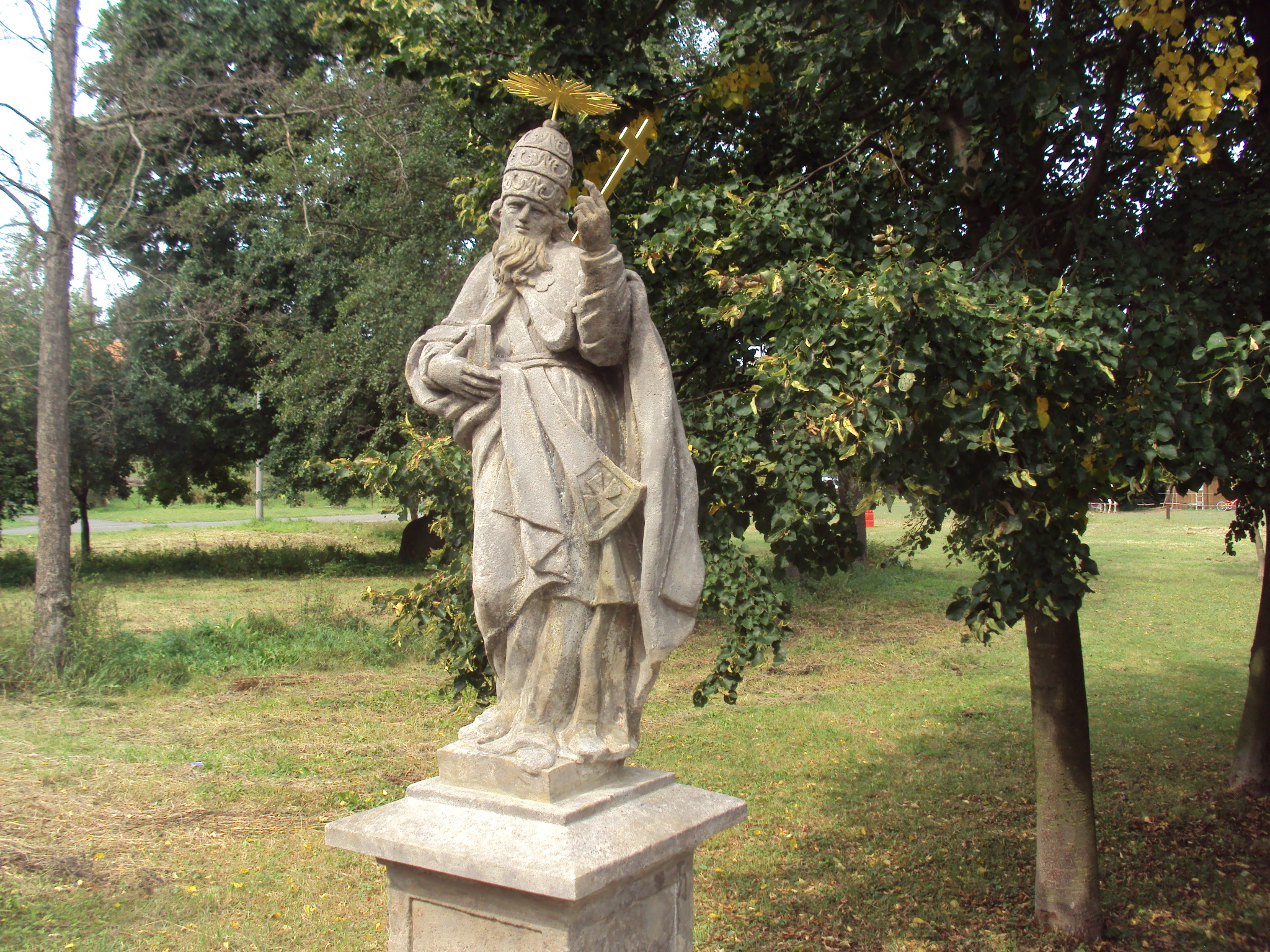
Estátua do papa Fabiano (r. 236-250), supostamente um nobre romano da família. Zákupy, República Tcheca.

### Outros
- Quinto Fábio Labeão, cônsul em 183 a.C., triunfou em 189 a.C..[103][104]
- Caio Fábio Adriano, governador da África entre 87 e 84 a.C.; seu governo foi tão opressivo que colonos em mercadores em Útica o queimaram até a morte em seu próprio pretório.[105][106][107][108][109][110]
- Fábio Dorseno, um autor teatral cômico cujo estilo era criticado por Horácio.[111][112][113]
- Quinto Fábio Sanga, alertou Cícero sobre a conspiração de Catilina depois de ser informado pelos embaixadores dos alóbroges.[114][115][116]
- Quinto Fábio Vergiliano, legado de Ápio Cláudio Pulcro na Cilícia em 51 a.C.; durante a guerra civil, apoiou a causa de Pompeu.[117]
- Fábio Rústico, um historiador do meio do século I citado frequentemente por Tácito em sua vida de Nero.[118]
- Quinto Fábio Bárbaro Antônio Mácer, cônsul sufecto em 64.
- Fábio Fábulo, legado da Legio V, escolhido como líder dos soldados que se revoltaram contra Aulo Cecina Alieno em 69, provavelmente o mesmo que assassinou o imperador Galba.[119][120]
- Fábio Valente, um dos principais generais de Vitélio e cônsul sufecto em 69.
- Fábio Prisco, um dos legados enviados contra Caio Júlio Civil em 70 a.C..[121]
- Marco Fábio Quintiliano, o mais celebrado dos retóricos romanos, recebeu a insígnia e o título de cônsul do imperador Domiciano.
- Fábio Justo, um notável retórico e amigo tanto de Tácito quanto de Plínio, o Jovem.[122][123]
- Lúcio Júlio Gaino Fábio Agripa. Um romano descendente da dinastia herodiana, ginasiarca de Apameia e um dos mais proeminentes habitantes da cidade na década de 110. Possivelmente um ancestral do usurpador romano Jotapiano, embora seja incerto se o "F." inicial no nome completo de Jotapiano seja de fato uma abreviação de Fábio.
- Ceiônia Fábia, uma neta adotiva de Adriano e irmã do imperador Lúcio Vero. Seu nome indica descendência da gente Fábia, mas sua ancestralidade é obscura.
- Quinto Fábio Catulino, cônsul em 130.[2]
- Fábio Cornélio Repentino, nomeado prefeito pretoriano no reinado de Antonino Pio.[124]
- Fábio Mela, um eminente jurista, provavelmente em meados do século II.[125]
- Lúcio Fábio Cilão Setimiano, cônsul sufecto em 193 e cônsul em 204.[126][127][128]
- Fábio Sabino, um dos consiliarii de Alexandre Severo, provavelmente o mesmo Sabino que depois foi expulso de Roma por ordem de Héliogábalo.[129]
- Fábia Orestila, supostamente esposa de Gordiano I e mãe de seus filhos. Seu nome aparece apenas na História Augusta.
- Quinto Fábio Clódio Agripiano Celsino, procônsul da Cária em 249.
- Fabiano, papa entre 236 e 250, supostamente um romano de nascimento nobre, o nome de seu pai seria, supostamente, Fábio.
- Tito Fábio Ticiano, cônsul em 337.[47]
- Fábio Acônio Catulino Filomácio, prefeito pretoriano da Itália em 341-2.
- Acônia Fábia Paulina, uma sacerdotisa pagã no final do século IV, esposa de Vécio Agório Pretextato.
- Santa Fabíola, uma asceta cristã do final do século IV, declarada santa posteriormente.
- Quinto Fábio Mêmio Símaco, um político do final do século IV e início do século V que foi nomeado questor aos dez anos. Possivelmente um pagão, teria, supostamente, construído um templo a Flora.
- Fábio Plancíades Fulgêncio, um gramático latino, provavelmente não anterior ao século VI.
- Fábia Eudócia, primeira imperatriz-consorte do imperador bizantino Heráclio. Nasceu no Exarcado da África e morreu em 612 de epilepsia, segundo as fontes. Um de seus dois filhos conhecidos foi o imperador Constantino III.